# Cauayan (Negros occidental)
Pour les articles homonymes, voir Cauayan.
Cauayan est une municipalité de la province de Negros occidental et située dans la région des Visayas occidentales aux Philippines.